# 882
| Calendário gregoriano                                                        | 882 DCCCLXXXII                                       |
| Ab urbe condita                                                              | 1635                                                 |
| Calendário arménio                                                           | 331 – 332                                            |
| Calendário bahá'í                                                            | -962 – -961                                          |
| Calendário budista                                                           | 1426                                                 |
| Calendário chinês                                                            | 3578 – 3579 Início a 24 de janeiro (aproximadamente) |
| Calendário copta                                                             | 598 – 599                                            |
| Calendário etíope                                                            | 874 – 875                                            |
| Calendários hindus - Vikram Samvat - Calendário nacional indiano - Cáli Iuga | 937 – 938 803 – 804 3982 – 3983                      |
| Calendário Holoceno                                                          | 10882                                                |
| Calendário islâmico                                                          | 268 – 269                                            |
| Calendário judaico                                                           | 4642 – 4643                                          |
| Calendário persa                                                             | 260 – 261                                            |
| Calendário rúnico                                                            | 1132                                                 |
| Calendário solar tailandês                                                   | 1425                                                 |

882 (DCCCLXXXII, na numeração romana) foi um ano comum do século IX do Calendário Juliano, da Era de Cristo, teve início a uma segunda-feira e terminou também a uma segunda-feira e a sua letra dominical foi G (52 semanas).
No território que viria a ser o reino de Portugal estava em vigor a Era de César que já contava 920 anos.
| Ano completo                         |
| ------------------------------------ |
| Ano comum com início à segunda-feira |

## Eventos
- É criado por Olegue a Rússia de Quieve.

## Mortes
- 5 de Agosto - Luís III, rei da França
- 16 de Dezembro - Papa João VIII